# Seznam štýrských markrabat a vévodů

znak štýrska

Seznam štýrských markrabat a vévodů zahrnuje postupně vládnoucí markrabata a později vévody, kteří zde vládli zhruba od počátku 11. století až do roku 1637.
Štýrské markrabství vzniklo na konci 10. století vydělením z korutanského vévodství jako obrana proti Maďarům. Do doby než území získal rod Otakarů ze Štýru, nazývalo se území Karantánií nebo Korutanskou markou. Roku 1180 bylo císařem Fridrichem I. Barbarossou povýšeno na vévodství. Po smrti posledního Otakara přešla vláda na rod Babenberků. Po jejich vymření se ve vládě vystřídalo několik panovníků, mezi nimi také český král Přemysl Otakar II. V roce 1276 získal vévodství římskoněmecký král Rudolf I. z Habsburské dynastie, která jej udržela až do roku 1918.

## Markrabata
| Štýrská markrabata |                              |                                                       |
| Období vlády       | Jméno                        | Poznámky                                              |
|                    | Markward z Eppensteinu       |                                                       |
| c. 1000–1035       | Adalbert z Eppensteinu       | syn, od r. 1011 vévoda korutanský a markrabě veronský |
| 1035–1055          | Arnold II. Welssko-Lambašský |                                                       |
| 1042–1050          | Gottfried z Pittenu          | syn, spoluvládce                                      |
| Traungauerové      |                              |                                                       |
| Období vlády       | Jméno                        | Poznámky                                              |
| 1056–1075          | Otakar I.                    |                                                       |
| 1075–1082          | Adalbert Štýrský             | syn                                                   |
| 1082–1122          | Otakar II.                   | bratr                                                 |
| 1122–1129          | Leopold I.                   | syn                                                   |
| 1129–1164          | Otakar III.                  | syn                                                   |
| 1164–1180          | Otakar IV.                   | syn                                                   |

## Vévodové

### První vévodové
| Jméno                     | Vláda     | Životopisná data                | Poznámky                                                              |
| ------------------------- | --------- | ------------------------------- | --------------------------------------------------------------------- |
| Traungauerové (1180–1192) |           |                                 |                                                                       |
| Otakar IV. (I.)           | 1180–1192 | 19. srpna 1163 8. května 1192   | štýrský markrabě v letech 1164–1180                                   |
| Babenberkové (1192–1246)  |           |                                 |                                                                       |
| Leopold I.                | 1192–1194 | 1157 31. prosince 1194          | dědic vévodství na základě Georgenberské úmluvy, také vévoda rakouský |
| Leopold II.               | 1194–1230 | 1175/1176 28. červenec 1230     | syn, také vévoda rakouský                                             |
| Fridrich I.               | 1230–1246 | 15. června 1211 15. června 1246 | syn, také vévoda rakouský, zemřel bez dědice                          |

### Titulární vévodové
| Jméno                    | Vláda     | Životopisná data            | Poznámky |
| ------------------------ | --------- | --------------------------- | --- |
| Zähringenové (1246–1251) |           |                             | |
| Heřman VI. Bádenský      | 1248–1249 | kolem r. 1225 4. října 1250 | titulární vévoda štýrský a rakouský, markrabě bádenský, titul vévody si nárokoval sňatkem s Gertrudou Babenberskou, vnučkou Leopolda II. |
| Fridrich I. Bádenský     | 1250–1261 | 1249 29. října 1268         | syn, titulární vévoda štýrský a markrabě bádenský                                                                                        |

### Rozdělení vévodství mezi českého a uherského krále
| Jméno                      | Vláda        | Životopisná data             | Poznámky |
| -------------------------- | ------------ | ---------------------------- | --- |
| Přemyslovci (1251/61–1276) |              |                              | |
| Přemysl Otakar II.         | 1251/61–1276 | kolem r. 1233 26. srpna 1278 | český král (1253–1278), markrabě moravský (1247–1253/78) a pán Chebska zvolen rakouskou šlechtou, manžel dědičky vévodství Markéty Babenberské, dcery Leopolda II. také vévoda rakouský a korutanský (1269–1276), markrabě kraňský (1269–1276) |
| Arpádovci (1252–1260)      |              |                              | |
| Béla IV. Uherský           | 1252–1258    | 1206 3. května 1270          | uherský král v letech 1235–1270 |
| Štěpán V. Uherský          | 1258–1260    | 1239/1240 6. srpna 1272      | uherský král 1270–1272 syn, po bytvě u Kressenbrunnu získal celé území opět Přemysl Otakar II. |

### Habsburkové
| Jméno                         | Vláda     | Životopisná data                    | Poznámky |
| ----------------------------- | --------- | ----------------------------------- | --- |
| Albertinská linie (1276–1386) |           |                                     | |
| Rudolf I.                     | 1276–1282 | 1. května 1218 15. července 1291    | římskoněmecký král v letech 1273–1291 na základě Vídeňského míru získal od Přemysla nejen Štýrsko, ale také Rakousy, Korutany, Kraňsko a Chebsko                                             |
| Albrecht I.                   | 1282–1308 | 1255 1. květen 1308                 | římskoněmecký král v letech 1298–1308 syn, také vévoda rakouský |
| Rudolf II. Švábský            | 1282–1283 | 1270 10. května 1290                | bratr, spoluvládce, vévoda švábský 1279–1290 |
| Rudolf III.                   | 1298–1307 | kolem r. 1281 4. července 1307      | král český 1306–1307 syn Albrechta I., spoluvládce |
| Fridrich II.                  | 1308–1330 | 1289 13. leden 1330                 | římskoněmecký král v letech 1314–1330 syn, také vévoda rakouský |
| Leopold III.                  | 1308–1326 | 4. srpna 1293 28. února 1326        | bratr, spoluvládce |
| Albrecht II. Moudrý           | 1330–1358 | 1298 20. července 1358              | bratr, také vévoda rakouský, korutanský (1335–1358), markrabě kraňský (1335–1358) |
| Ota                           | 1330–1339 | 23. července 1301 17. února 1339    | bratr, spoluvládce |
| Rudolf IV.                    | 1358–1365 | 1. listopadu 1339 27. července 1365 | syn Albrechta II., také vévoda rakouský, korutanský, markrabě kraňský (1358–1364), hrabě tyrolský (1363–1365), vévoda kraňský (1364–1365)                                                    |
| Albrecht III.                 | 1365–1379 | 1349/50 1395                        | bratr, také vévoda kraňský, rakouský a korutanský (1365–1395), hrabě tyrolský (1386–1395) |
| Leopold IV.                   | 1365–1386 | 1351 9. července 1386               | zakladatel Leopoldovské linie bratr, jediný vévoda Vnitřních Rakous (1379–1386), (Neuberská smlouva), také hrabě tyrolský, od r. 1379 korutanským vévodou společně s bratrem Albrechtem III. |

| Jméno                          | Vláda     | Životopisná data                  | Poznámky |
| ------------------------------ | --------- | --------------------------------- | --- |
| Leopoldovská linie (1386–1637) |           |                                   | |
| Vilém                          | 1386–1406 | 1370 15. července 1406            | také vévoda rakouský, kraňský a korutanský – do roku 1395 společně se strýcem Albrechtem III.                                                                                          |
| Arnošt                         | 1406–1424 | 1377 10. června 1424              | bratr, také vévoda rakouský, korutanský a kraňský, od r. 1414 arcivévoda |
| Fridrich III.                  | 1424–1493 | 21. září 1415 19. srpna 1493      | od r. 1440 král římský, od r. 1452 císař Svaté říše římské syn, také vévoda rakouský, korutanský a kraňský, rakouský arcivévoda od r. 1457                                             |
| Maxmilián I.                   | 1493–1519 | 22. března 1459 12. ledna 1519    | od r. 1508 císař římský syn, arcivévoda rakouský, vévoda (korutanský), hrabě tyrolský (1490–1519)                                                                                      |
| Karel I.                       | 1519–1521 | 24. února 1500 21. září 1558      | císař římský (1530–1556), král španělský a neapolský vnuk Maxmiliána I., arcivévoda rakouský, vévoda (korutanský) a kraňský, hrabě tyrolský                                            |
| Ferdinand I.                   | 1521–1564 | 10. března 1503 25. července 1564 | od r. 1526 král český, uherský a chorvatský, od r. 1531 král římský, císař římský od r. 1556 bratr, arcivévoda rakouský, vévoda (korutanský), kraňský a hrabě tyrolský                 |
| Karel II.                      | 1564–1590 | 3. června 1540 10. července 1590  | syn, arcivévoda Vnitřních Rakous (1564–1590) |
| Ferdinand II.                  | 1590–1637 | 9. července 1578 15. února 1637   | císař římský od 1619, král český (1619–1620) a (1621–1637), uherský a chorvatský syn, arcivévoda rakouský a Vnitřních Rakous (1590–1637). Dědic všech Habsburských držav od roku 1619. |